# Louis Augustin Guillaume Bosc

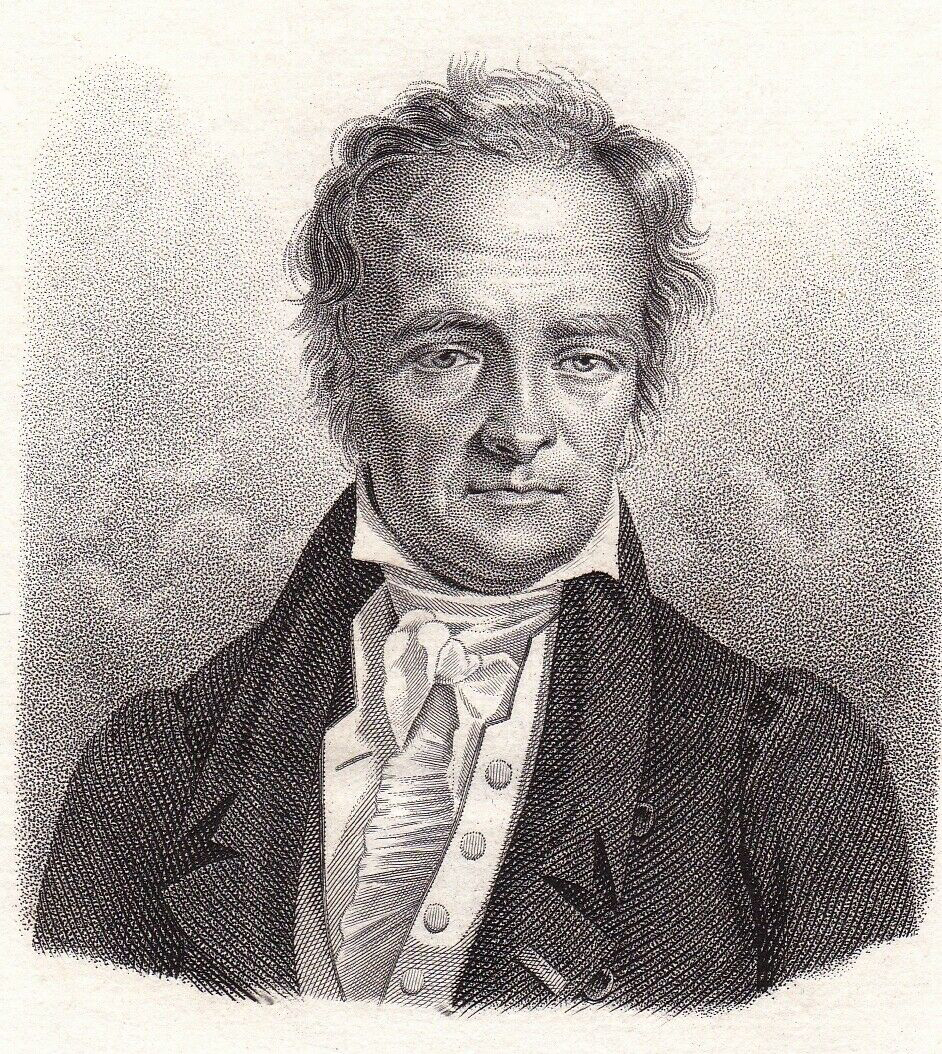
Louis Augustin Guillaume Bosc

Louis Augustin Guillaume Bosc d'Antic (* 29. Januar 1759 in Paris; † 10. Juli 1828 ebenda) war ein französischer Naturforscher. Sein offizielles botanisches Autorenkürzel lautet „Bosc“.

## Leben und Wirken
Louis Augustin Guillaume Bosc d'Antic war der Sohn des Mediziners und Chemikers Paul Bosc d’Antic (1726–1784). Er studierte in Dijon und ging dann in den Verwaltungsdienst. Ab 1778 war er Generalsekretär der Postverwaltung. Daneben hörte er in Paris Vorlesungen über Botanik von Antoine-Laurent de Jussieu und kam in Kontakt mit Naturforschern und baut eine zoologische Sammlung auf. 1787 war er einer der Gründer der Pariser Linné-Gesellschaft, die bis 1789 bestand. Er redigierte von 1784 bis 1788 das "Journal des Savants" und war unter Rolands Ministerium Administrateur des postes, was er bis 1793 blieb. Vor der Terrorherrschaft flüchtet er aufs Land. 1796 wurde er vom Direktorium als Konsul nach Nordamerika gesandt (Wilmington (North Carolina) und New York City). 1800 kehrte er zurück und wird zunächst mit der Verwaltung von Gefängnissen und Hospizen beauftragt. Er unternimmt Reisen als Naturforscher in die Schweiz und Italien und erwirbt dort eine Sammlung fossiler Fische für das Pariser Naturkundemuseum. 1803 wird er Verwalter der Gärten und Baumschulen in Versailles, später verwaltet er weitere Baumschulen und Wälder für das Innenministerium. 1825 wird er  Professor für Kultur (das heißt Land- und Forstwirtschaft, Obstanbau, Gartenbau) am Naturkundemuseum im Jardin des Plantes in Paris als Nachfolger von André Thouin.
Er veröffentlichte Bände über Muscheln, Würmer und Crustaceen im Rahmen eines Buchprojekts einer Neubearbeitung der Naturgeschichte von Buffon. Außerdem veröffentlichte er viel über Landwirtschaft und Weinbau und trug zu zeitgenössischen Handbüchern und Enzyklopädien auf diesem Gebiet bei.

## Ehrungen
Ihm zu Ehren wurde die Gattung Boscia der Pflanzenfamilie der Kaperngewächse (Capparaceae) benannt.
1806 wurde er Mitglied der Académie des sciences.

## Schriften
- Histoire naturelle des coquilles (1801/1802, 2. Aufl. 1824, 5 Bde.)
- Histoire naturelle des Vers, 2 Bände, Paris 1801
- Histoire naturelle des Crustacées, 3 Bände, Paris 1802